# Erichthodes julia
Erichthodes julia är en fjärilsart som beskrevs av Otto Staudinger. Erichthodes julia ingår i släktet Erichthodes och familjen praktfjärilar. Inga underarter finns listade i Catalogue of Life.